# Tavaszi szerecsenlepke
A tavaszi szerecsenlepke (Erebia medusa) a rovarok (Insecta) osztályának lepkék (Lepidoptera) rendjébe, ezen belül a tarkalepkefélék (Nymphalidae) családjába tartozó faj.

## Előfordulása
A tavaszi szerecsenlepke elterjedési területe Közép-Franciaországtól Közép-Európán keresztül Ázsiáig húzódik. Észak-Európában, Dél-Európa egyes részein és a Földközi-tenger szigetein hiányzik. Magyarország egyes hegyvidékein (Sopron, Zempléni-hegység, Jósvafő) gyakori.

## Megjelenése
A tavaszi szerecsenlepke elülső szárnya 2–2,5 centiméter hosszú. A fehér magvú szemfoltoknak széles barnássárga gyűrűje van, a két felső szemfolt a többinél nagyobb. Ezek a barnássárga gyűrűk az erek által megszakított harántsávot képeznek. Ugyancsak fehér magvú, sötét szemfoltok (3-4) találhatók a hátulsó szárnyakon is; szintén barnássárga gyűrű veszi körül őket, de egymástól elszigetelten helyezkednek el. A nőstény alapszíne valamivel világosabb, a harántsávok kiterjedtebbek és inkább narancssárga színűek. Magashegységekben a fahatártól egészen mintegy 2500 méter magasságig a némileg kisebb termetű alfaja (Erebia medusa hippomedusa) él, melynek alapszíne felül sötét- vagy feketésbarna.

## Életmódja
A tavaszi szerecsenlepke nyirkos lapályok, erdei rétek, erdőszélek, nyiladékok, patak- és szurdokvölgyek lakója, az alföldektől 1500 méter magasságig.
|  |

## Szaporodása
A tavaszi szerecsenlepkének egyetlen nemzedéke van, amely már májusban megjelenik, és júniusig repül. Hernyóidőszaka júliustól áprilisig tart. A hernyó különféle füveken él, félig kifejlődött állapotban a talajban telel át.